# Cèrcides (poeta)
Cèrcides (grec antic: Κερκιδᾶς, llatí: Cercidas) fou un poeta, filòsof i legislador de la ciutat de Megalòpolis del segle iv aC.
Va ser un filòsof cínic, deixeble de Diògenes, i és mencionat per Ateneu de Nàucratis i Estobeu. Segons Claudi Elià, a la seva mort va fer cremar amb ell els dos primers llibres de la Ilíada i va expressar el seu desig de trobar-se amb Pitàgores (filòsof), Hecateu (historiador), Olimp (music) i Homer (poeta), cosa que implica clarament que conreava aquestes arts i ciències. Demòstenes diu que per covardia i corrupció va posar Arcàdia sota el domini de Filip II de Macedònia.
El 1906 es va trobar un papir a Oxirrinc amb fragments de set poemes cínics seus.